# Austrolimnophila multiscripta
Austrolimnophila multiscripta är en tvåvingeart som beskrevs av Alexander 1960. Austrolimnophila multiscripta ingår i släktet Austrolimnophila och familjen småharkrankar.
Artens utbredningsområde är Moçambique. Inga underarter finns listade i Catalogue of Life.